# Hurra! Ich bin Papa!
Hurra! Ich bin Papa! (Alternativtitel: Wenn der Vater mit dem Sohne) ist eine deutsche Filmkomödie aus dem Jahr 1939. Die Hauptrolle in dem von Kurt Hoffmann inszenierten Schwarzweißfilm spielte Heinz Rühmann. Die Uraufführung erfolgte am 16. November 1939 im Berliner Gloria-Palast.

## Inhalt
Der ewige Student Peter Ohlsen führt ein Lotterleben und liegt seinem Vater, dem schwerreichen Farmbesitzer Ludwig Ohlsen, seit Jahren auf der Tasche. Dieser stellt Peter, der auf Weltreise gehen möchte, eine letzte Frist, zur Vernunft zu kommen und sich für die Arbeit auf der Farm zu entscheiden. Peter denkt nicht daran, auf die mahnenden Worte seines Vaters zu hören. Während er ein feuchtfröhliches Abschiedsfest feiert, erscheint eine unbekannte Frau bei Ludwig Ohlsen, um mit ihm ein offensichtlich ernstes Gespräch über Peter zu führen.
Als Peter am nächsten Morgen von der Feier nach Hause kommt, findet er in seinem Bett einen dreijährigen Jungen. Dieser hört auf den Namen Hänschen und wurde mit einem Brief bei der Haushälterin abgegeben. In dem Schreiben, das lediglich mit einem „M“ unterschrieben ist, steht, dass Peter der Vater des Jungen sei und er von nun an für das Kind zu sorgen habe. Peter beschließt, die Weltreise nicht anzutreten und stattdessen mit seinem Sohn an den Rhein zu fahren. Dort lebt Margret, die er für die Mutter hält. Die Vermutung erweist sich jedoch als falsch und Peter reist zurück.
Im Zug trifft er auf die Kindergärtnerin Kathrin Gebhardt, die sich liebevoll um Hänschen kümmert und von Peter kurzerhand als Kindermädchen eingestellt wird. Zu Hause angekommen, ist Peter wie ausgewechselt. Er wirft seine angetrunkenen Freunde aus der Wohnung, beginnt an seiner Diplomarbeit zu arbeiten und kümmert sich liebevoll um seinen Sohn. Er ahnt nicht, dass Kathrin, eine vergessene Faschingsbekanntschaft, Mutter des Kindes ist und mit seinem Vater gemeinsame Sache macht.
Nachdem Peter seine Diplomprüfung erfolgreich bestanden hat, findet er einen Brief seines Vaters. Darin steht geschrieben, dass alles ein Irrtum und Hänschen nicht sein Sohn sei. Doch am Ende klärt Ludwig Ohlsen seinen Sohn über das Komplott auf. Peter und Kathrin sind tatsächlich Hänschens Eltern und heiraten.

## Entstehungsgeschichte

### Produktion
Nach dem äußerst erfolgreichen Heinz-Rühmann-Film Paradies der Junggesellen war Hurra! Ich bin Papa! der zweite Film des Regisseurs Kurt Hoffmann. Produktionsfirma war die in Berlin ansässige Cine-Allianz Tonfilm Produktion GmbH als deren Herstellungs- und Produktionsleiter hier Ernst Garden fungierte. Die Dreharbeiten fanden vom 28. Juli bis Mitte September 1939 unter anderem im Ufa-Atelier in Berlin-Tempelhof und im Terra-Glashaus in Berlin-Marienfelde statt. Filmarchitekten waren Alfred Bütow und Heinrich Beisenherz. Die Kostüme entwarf die spätere Schauspielerin Margot Hielscher, für die Standfotos war Alexander Schmoll zuständig.

### Musik
Die Filmmusik wurde von Hans Lang komponiert. Die Texte zu dem von mehreren Darstellern gesungenen Lied Heute bin ich blau und zu dem von einem Chor gesungenen Stück Am Rhein bin ich so gerne stammen aus der Feder von Erich Meder.

## Kritiken
„Harmlos-humoriger Unterhaltungsfilm, geschickt arrangiert zwischen Schmunzeln und Rührung.“